# Oversea-Chinese Banking Corporation

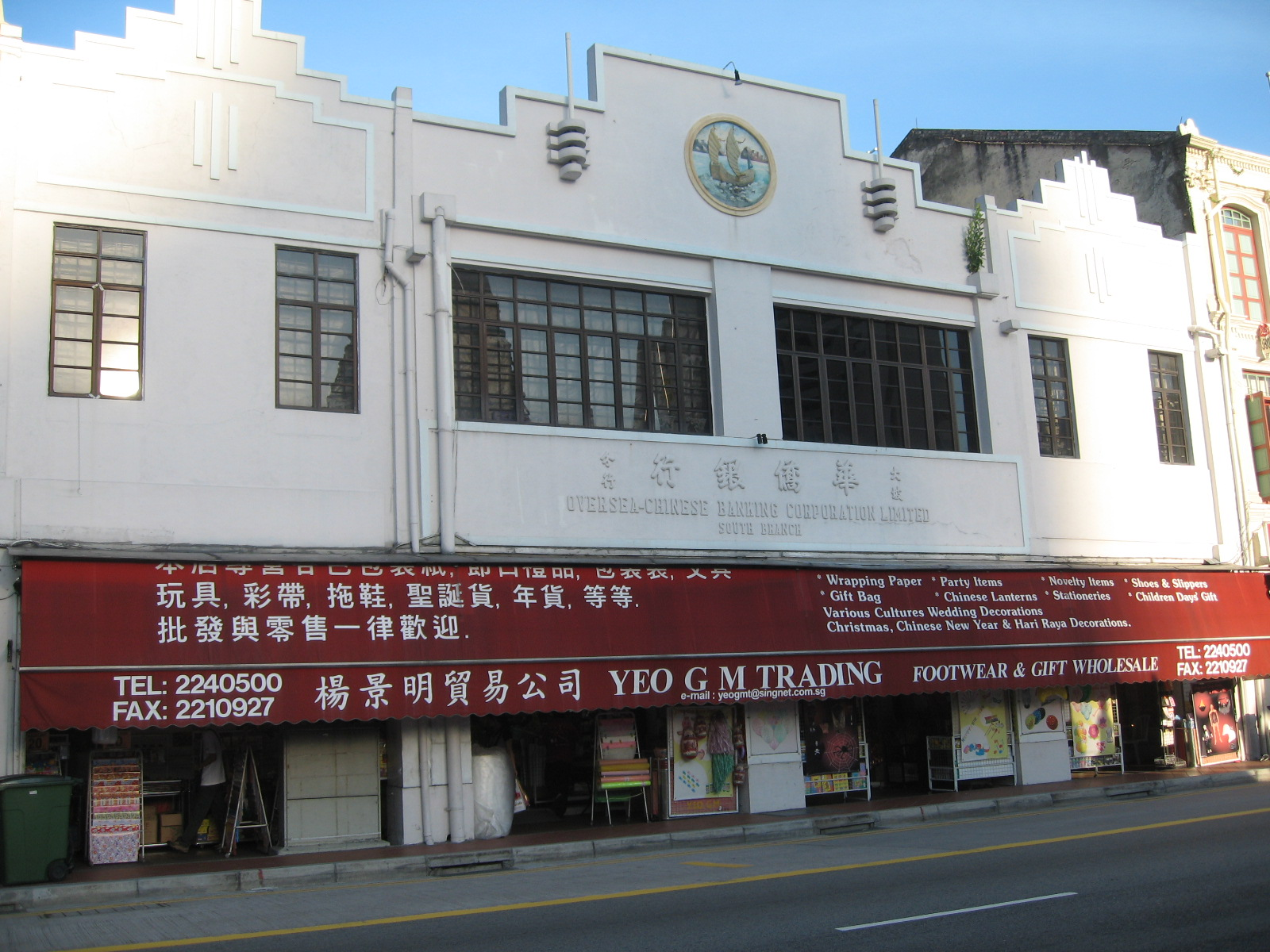
Antiguo OCBC Bank en South Bridge Road, Singapur.

El Oversea-Chinese Banking Corporation Limited (chino simplificado: 华侨银行有限公司), abreviado como OCBC Bank (华侨银行), es una organización de servicios financieros que cotiza en bolsa con sede en Singapur. El OCBC Bank es uno de los bancos de Singapur líderes en su mercado local, con activos del grupo de más de 224.000 millones SGD. Tiene uno de los mayores ratios de crédito bancario de la región. A noviembre de 2010, es el mayor banco de Singapur por capitalización de mercado.
La red global del banco ha crecido hasta comprender más de 530 sucursales con oficinas de representación en 15 países y territorios, incluyendo Singapur, Malasia, Indonesia, China, Hong Kong SAR, Japón, Australia, Reino Unido y EUA. Las sucursales incluyen 411 sucursales y oficinas en Indonesia operadas por su subsidiaria, Bank OCBC NISP.

## Historia
El OCBC Bank fue fundado tras la Gran Depresión con la fusión de tres bancos en 1932 —el Chinese Commercial Bank (1912), el Ho Hong Bank (1917) y el Oversea-Chinese Bank (1919)—. El nombre comúnmente se piensa que está mal deletreado, pero es un uso británico del más común de la palabra "overseas" (de ultramar). 
La entidad combinada prosperó bajo la gestión de empresarios locales y líderes de la comunidad local, notablemente Dato Lee Kong Chian (1938–1964), Tan Sri Tan Chin Tuan (1966–1983) y Mr. Lee Choon Seng (ejerciendo de director durante la ocupación japonesa), finalmente convirtiéndose en uno de los mayores bancos de Singapur y Malasia. OCBC Bank era el único banco extranjero con sucursales en China en la década de 1950. 
OCBC fueron los primeros en introducir sistemas de seguridad nocturnos en Singapur y Malasia, que permitían a los clientes depositar dinero y valores después de las horas de trabajo. En 1958, fueron los primeros en establecer un banco móvil, dirigido a las personas que vivían en los suburbios. A pesar de su fortaleza e innovaciones históricas, el banco fue criticado por no expandirse con suficiente rapidez para satisfacer las necesidades de la comunidad de negocios china en el periodo de postguerra, especialmente en las pequeñas poblaciones de la península Malaya. Uno de sus críticos fue Tan Sri Khoo Teck Puat, que subsecuentemente abandonó el banco para establecer la nueva entidad Malayan Banking.
OCBC fue observado como uno de los pioneros en el mercado asiático del dólar en la década de los sesenta. Hacia 1970, los recursos del banco excedían los 1000 millones de SGD, convirtiendo el OCBC, entonces, la institución financiera con base en Singapur con los mayores depósitos. En 1972, el banco adquirió el Four Seas Communications Bank, el más antiguo banco superviviente de Singapur.

## Hitos clave corporativos

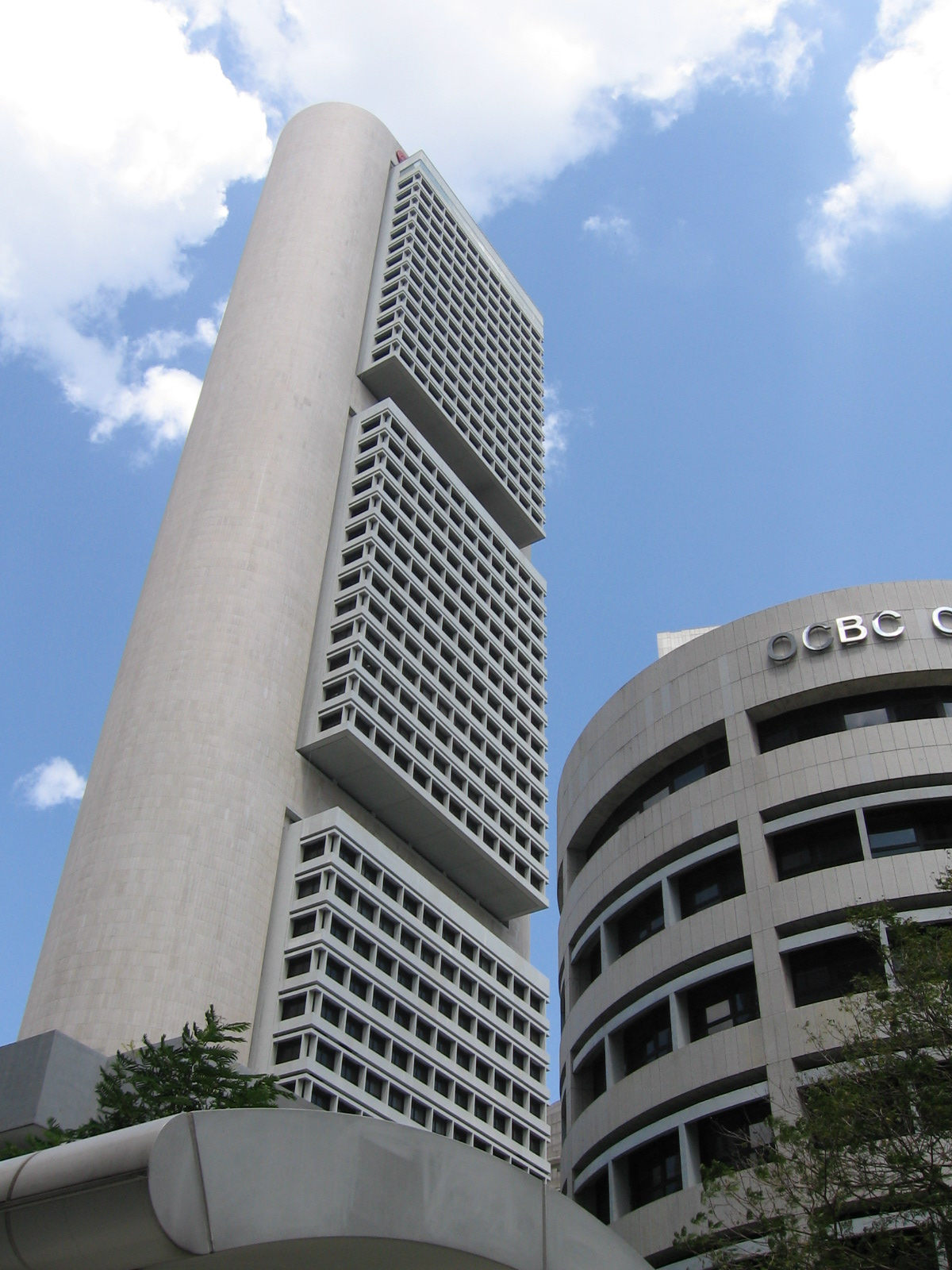
El OCBC Centre, localizado en el margen sur del río Singapur.

- 1912: Se establece en Singapur el Chinese Commercial Bank
- 1917: Se establece en Singapur el Ho Hong Bank
- 1919: Se establece en Singapur el Oversea-Chinese Bank
- 1932: Se forma el OCBC de fusión del Oversea-Chinese Bank, el Ho Hong Bank y el Chinese Commercial Bank
- 1942: Todos los bancos locales cierran brevemente durante la ocupación japonesa pero la mayoría, entre ellos el OCBC, reabren en abril de 1942.
- 1948: Primer banco en Singapur en introducir un sistema de seguridad nocturno
- 1958: Primer banco en Singapur en proporciona un servicio bancario móvil, con una furgoneta convertida en banco llevando los servicios a zonas suburbanas y periféricas
- 1972: Adquiere el Four Seas Communications Bank, el banco más antiguo superviviente en Singapur. El banco había sido fundado en 1906 bajo el nombre Sze Hai Tong Bank para dar servicio a la comunidad Teochew. El banco finalmente tenía sucursales en Bangkok, donde se convirtió en el primer banco chino en operar en la zona cuando abrió su sucursal en 1909 y en Hong Kong.
- 2000: Adquiere el Bank of Singapore
- 2001: Adquiere Keppel Capital Holdings
- 2003: Se fusiona OCBC Finance con OCBC Bank
- 2004:

Marzo - Propuesta de adquisición del 22,5% de las acciones de PT Bank NISP, Indonesia,
Abril - Anunciada intención de hacer una oferta de S$2800 millones por el Great Eastern Holdings,
Junio - Se consigue una participación del 81,1% del accionariado del Great Eastern Holdings (GEH),
Diciembre - Se anuncia la intención de aumentar la participación en el PT Bank NISP al 51%
- 2005:

Marzo - Apertura oficial de e2 Power’s Cyberjaya Office,
Abril - Bank NISP se convierte en subsidiaria de OCBC Bank,
Colaboración con Bank NISP para lanzar un servicio de cajeros automático,
Junio - Apertura oficial de la nueva sede corporativa en Kuala Lumpur, aumento de la participación en el Bank NISP al 70.62%, se anuncia la fusión de la gestión de activos de OAM con Straits Lion,
Julio - Apertura de una sucursal off-shore en Brunéi
- 2006:

Enero - Se anuncia la intención de adquirir el 12,2% del banco chino Ningbo Commercial Bank,
Marzo - Se anuncia la intención de adquirir el 10% del banco chino Ningbo Commercial Bank,
Junio - Se completa la adquisición del 12,2% del banco chino Ningbo Commercial Bank,
Agosto - Se logra el 87,1% de participación en el GEH después de una oferta en metálico,
Agosto - Se completa la adquisición del 10% del banco chino Ningbo Commercial Bank
- 2007:

Agosto - Comienzan las operaciones de OCBC China,
Noviembre - Se recibe la aprobación del Banco Negara de Malasia para instituir una filial de Banca Islámica,
- 2008:

Enero - Se anuncia una oferta de adquisición del PacificMas Berhad,
Abril - Se logra la adquisición del 67% de las acciones de PacificMas Berhad,
Diciembre - Comienzan las operaciones de negocio de la filial de banca islámica, OCBC Al-Amin.
La filial indonesia, Bank NISP, es renombrada como Bank OCBC NISP
- 2009:

Octubre - Se anuncia la intención de adquirir el ING Asia Private Bank Ltd & sus entidades afiliadas
- 2010:

Completada la adquisición del ING Asia Private Bank Ltd & subsidiarias. Con la adquisición, ING Asia Private Bank Ltd se convierte en subsidiaria al 100% del OCBC Bank, y toma el nombre de "Bank of Singapore Limited". El existente Bank of Singapore Limited, que es otra subsidiaria 100% del OCBC Bank, cambia su nombre al Singapore Island Bank Limited el mismo día.

## Adquisiciones

### Singapore Island Bank
Singapore Island Bank Limited es una entidad con licencia bancaria totalmente subsidiaria de OCBC Bank. Singapore Island Bank tiene un capital de S$100 millones, y es gobernada por las Leyes y Regulación Bancaria de Singapur. Alberga una división de banca por internet, finatiQ. 
Singapore Island Bank antiguamente era conocido como Bank of Singapore. El 29 de enero de 2010, OCBC Bank completó la adquisición de ING Asia Private Bank y fue renombrada como Bank of Singapore. Simultáneamente, el banco que alberga la división bancaria finatiQ, cambió su nombre a Singapore Island Bank para diferenciar los dos negocios separados. Fue un puro cambio de nombre con el propósito de evitar confusiones.

### Bank NISP
En 2004, OCBC Bank adquirió el 22,5% de participación del PT Bank NISP Tbk ("Bank NISP"), su asociado como joint-venture en el PT OCBC Indonesia hasta 1996. El negocio de Bank NISP es complementario del negocio del OCBC Bank, fuerte en el sector de la banca al consumo. Con la consecución de esta transacción, el Bank NISP se convirtió en una banca asociada del OCBC Bank. Bank NISP estaba clasificado como el 12º banco más grande de Indonesia por activos y tenía una red de 135 sucursales y oficinas, y más de 3.000 cajeros automáticos.
En el mismo año, OCBC Bank adquirió otro 28,5% adicional del Bank NISP, aumentando su participación en el Bank NISP a un mayoritario 51%. OCBC Bank aumentó esta participación al 70,62% en 2005, y al 74,73% en 2008. En 2008, Bank NISP cambió su nombre a Bank OCBC NISP. En ese momento, la red de oficinas de Bank OCBC NISP había crecido hasta 360 sucursales y oficinas y disponía de una red compartida de 20.00 cajeros automáticos (ATM) en todo el país.
A 30 de septiembre de 2010, Bank OCBC NISP tenía unos activos totales de Rp 40,2 billones y daba servicios a clientes a través de una red de 411 oficinas en 62 ciudades y una red de 576 cajeros automáticos propios y más de 37.500 compartidos con otras entidades, con una plantilla de 5.995 empleados.

### Keppel Tat Lee Bank
En 2001, OCBC Bank fue la primera entidad financiera con base en Singapur en hacer un movimiento de consolidación del sector bancario del país con la adquisición de Keppel Capital Holdings Ltd y todas sus subsidiarias, incluidas Keppel TatLee Bank Limited, Keppel Securities Private Limited y Keppel TatLee Finance Limited. In 2002, OCBC Bank y Keppel TatLee Bank fueron integrados operativamente y legalmente.